# Michalová
Michalová est un village de Slovaquie situé dans la région de Banská Bystrica.

## Histoire
Première mention écrite du village en 1786.

## Démographie

### Évolution de la population
| Année:               | 1994. | 2004.   | 2014.   | 2024.    |
| -------------------- | ----- | ------- | ------- | -------- |
| Nombre de personnes: | 1371  | 1391    | 1372    | 1208     |
| Différence:          |       | +1,45 % | -1,36 % | -11,95 % |

| Année:               | 2023. | 2024.   |
| -------------------- | ----- | ------- |
| Nombre de personnes: | 1234  | 1208    |
| Différence:          |       | -2,10 % |